# اسون دول (کارولینای شمالی)
اسون دول (به انگلیسی: Seven Devils) شهری در ایالت کارولینای شمالی کشور ایالات متحده آمریکا است که جمعیت آن در سرشماری سال ۲۰۱۰ میلادی، ۱۹۲ نفر بوده‌است.